# Injonction de payer en procédure civile française

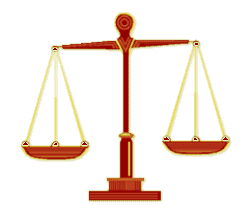
Balance symbole de la justice.

En droit français, l'injonction de payer est une procédure permettant à un créancier d'obtenir d'un juge un titre exécutoire (une ordonnance d'injonction de payer) afin de recouvrer sa créance. C'est une procédure judiciaire rapide et peu onéreuse qui permet à un créancier de contraindre son débiteur à honorer ses engagements. La première phase de cette procédure n'est pas soumise au principe du contradictoire, puisque le créancier peut obtenir l'ordonnance d'injonction de payer alors que le débiteur n'est pas avisé de la procédure.
La procédure d'injonction de payer est prévue par les articles 1405 à 1425 du code de procédure civile.

## Conditions
- La créance : son montant doit être déterminé et elle doit avoir une origine contractuelle ou résulter d’une obligation légale ou réglementaire.
- le débiteur doit avoir été mis en demeure de payer préalablement.

## Procédure
- Tribunal compétent : cela dépend de la nature civile ou commerciale de la créance (voir : compétence)
- Requête : le créancier dépose une requête auprès du président du tribunal en mentionnant le montant de sa créance accompagnée des documents justificatifs.

## La décision du juge
Trois situations doivent être envisagées :
- Ordonnance de rejet : Le juge estime que les preuves apportées par le créancier sont insuffisantes pour justifier une injonction de payer. Il rend alors une ordonnance de rejet qui ne peut faire l’objet d’aucun recours. Le créancier doit alors engager une procédure de droit commun.
- Paiement partiel : Le juge accorde au créancier un paiement partiel. Soit le créancier s'en contente, soit il le refuse et poursuit le recouvrement en fonction du montant de la créance : il assigne ou dépose une requête au greffe.
- Ordonnance d'injonction de payer : le juge ordonne au débiteur de payer la somme réclamée par le créancier.

Le créancier doit faire signifier l’ordonnance au débiteur, dans un délai de six mois en France.

## L’opposition du débiteur
Le débiteur peut contester la décision en formant opposition dans le mois qui suit la signification si celle-ci a été faite à personne (c'est-à-dire que l'ordonnance a été remise en personne au débiteur) ou bien dans le mois qui suit le premier acte signifié à personne ou, à défaut, suivant la première mesure d'exécution ayant pour effet de rendre indisponibles en tout ou partie les biens du débiteur (article 1406 du code de procédure civile).
- les parties sont alors convoquées, en audience publique, devant la même juridiction qui a rendu l'ordonnance attaquée (tribunal de commerce, tribunal d'instance ou juridiction de proximité).
- le juge rend ensuite un jugement qui se substitue à l'ordonnance d'injonction de payer.

Il peut accorder, sur la demande du débiteur de bonne foi, des délais de paiement dans la limite de vingt-quatre mois sur le fondement de l'article 1244-1 du code civil.
Selon le montant du litige, ce jugement est rendu soit en premier ressort et donc susceptible d'appel, soit en dernier ressort et donc susceptible du seul recours en cassation.
Le créancier peut faire signifier et exécuter ce jugement selon les règles classiques de la procédure civile.
En l’absence d’opposition, le créancier peut demander que l’ordonnance soit revêtue de la formule exécutoire ce qui l'autorise à faire procéder aux différentes mesures d'exécution forcée par voie d’huissier de justice.

## Juridiction nationale des injonctions de payer
La loi de programmation pour la Justice 2018-2022 du 23 mars 2019 prévoit en son article 13 la création d’une juridiction nationale de traitement dématérialisé des injonctions de payer, s’inspirant des procédures européennes. 
La réforme entre en vigueur au plus tard au 1er janvier 2021.
Cette réforme s'inscrit dans le cadre de la « dématérialisation des procédures judiciaires » et de la suppression du tribunal d'instance à compter du 1er janvier 2020.
L'article L. 212-5-2  du code de l’organisation judiciaire prévoit que « Les oppositions aux ordonnances portant injonction de payer statuant sur une demande initiale n'excédant pas un montant défini par décret en Conseil d'État et les demandes formées devant le tribunal judiciaire en paiement d'une somme n'excédant pas ce montant peuvent, à l'initiative des parties lorsqu'elles en sont expressément d'accord, être traitées dans le cadre d'une procédure dématérialisée. Dans ce cas, la procédure se déroule sans audience ».
La loi permet donc la centralisation des demandes en injonction de payer françaises, mais aussi les injonctions de payer transfrontalières.
Cependant, la JUNIP a été supprimée le 19 mai 2021.